# IC 707
IC 707 је спирална галаксија у сазвјежђу Лав која се налази на листи објеката дубоког неба у Индекс каталогу.
Деклинација објекта је + 21° 22' 48" а ректасцензија 11h 33m 44,6s. Привидна величина (магнитуда) објекта IC 707 износи 13,7 а фотографска магнитуда 14,4. IC 707 је још познат и под ознакама UGC 6543, MCG 4-27-64, CGCG 126-91, ARAK 301, IRAS 11311+2139, PGC 35708.